# 辰濃哲郎
辰濃 哲郎（たつの てつろう、1957年8月17日- ）は、日本のノンフィクション作家、元朝日新聞記者。

## 経歴
朝日新聞記者辰濃和男の長男として 1957年に生まれる。慶應義塾大学法学部政治学科卒業。1981年、朝日新聞社入社。高松支局、阪神支局、大阪本社社会部を経て、89年から東京本社社会部。厚生省（当時）を約4年間担当し、遊軍キャップ、デスクとして事件や医療問題などを手掛ける。2004年8月に退社後は、新型インフルエンザなど医療問題のほか、メディア論、スポーツなどの執筆活動を行う。

## 人物
- 身長178cm、体重68kg、ウエスト74cm（2015年2月現在）[3]。
- 高校、大学時代は野球部に所属し投手をしていた[3]。2015年に勇退した慶応高校の上田誠監督[4] は慶大野球部時代の同期になる。
- 記者時代からランニングを始め、フルマラソンを4時間台後半で走る[5]。
- 父親の辰濃和男も元朝日新聞記者で、論説委員として「天声人語」を長らく担当していたことで知られる[6]。

## 「慰安所 軍関与示す資料」記事
- 1992年1月11日付の朝日新聞朝刊1面に、「慰安所 軍関与示す資料」との見出しで、慰安婦を戦地に移送する際に軍が便宜を図っていたことを示す資料（陸軍省通達）が見つかったとする記事が掲載され、宮沢喜一首相の韓国訪問直前というタイミングの「スクープ」[7] だったこともあり、論議を呼んだ。無署名記事であったが、のちに自身が関わっていたことを認めており、中央大学の吉見義明教授から資料の提示があったことがきっかけだったとしている[8]。

### 記事への疑問と批判
他メディア等から、この記事への主な疑問として以下の2点が挙げられた。
（1）資料を早く入手していたのに、首相訪韓直前のタイミングを狙って記事にしたのではないか
（2）韓国や日本国内で、慰安婦の強制連行に軍が関与したというイメージを世論に植え付けようとしたのではないか
- 東京基督教大学教授の西岡力は、この記事を含む朝日の「慰安婦キャンペーン」に煽られた結果、訪韓した宮沢首相は盧泰愚大統領に8回も謝罪するはめになり、国際社会の中で日本と日本人の名誉が著しく貶められたと批判している[10][11]。
- 衆院議員の中山成彬は、2013年3月8日の衆議院予算委員会でこの記事を取り上げ、資料（「軍慰安所従業婦等募集ニ関スル件」）は「悪徳業者が募集に関与しているようなので注意するように」という通達であるのに、（慰安婦の募集等に）官憲が介入したものであると誤解させた最初の記事だとして批判した[12][13]。

### 辰濃の主張
- 辰濃はこれらの疑問に対し、2014年10月15日に開催されたシンポジウム「朝日バッシングとジャーナリズムの危機」 において、「当時は早く記事にしなければとの思いから報道したのであって、宮沢訪韓のことはまったく頭にはなかった」、「『吉田証言』が偽りであることは、当時は分からなかった」などと発言したとされる[14]。
- 用語説明メモに「挺身隊として強制連行」と書かれていたことについては

### 第三者委員会報告
- 2014年12月22日、朝日新聞社の慰安婦報道について検証する、有識者7人からなる第三者委員会（委員長・中込秀樹元名古屋高裁長官）は報告書を発表し、記事を1面トップとした判断に問題があったとはいえないと結論づけ、上記（1）について、「（資料を寝かせ）宮沢首相訪韓直前のタイミングをねらって記事にした」という実態の有無は確認できなかったとした。ただ、前文で「宮沢首相の16日からの訪韓でも深刻な課題を背負わされたことになる」と記述していることや、11日夕刊にも別の資料を掲載してたたみかけるように報道したことを挙げ、「訪韓の時期を意識して慰安婦問題が政治課題となるよう企図して記事としたことは明らか」と指摘した。（2）については、「記事には誤った事実が記載されておらず、記事自体に強制連行の事実が含まれているわけではないから、朝日新聞が本記事によって慰安婦の強制連行に軍が関与していたという報道をしたかのように評価するのは適切でない」とした[9][15]。
- 第三者委員会は「辰濃は上記朝刊１面記事を中心となって執筆したものの、従軍慰安婦の用語説明メモの部分については辰濃が書いたものではなく、記事の前文もデスクなど上司による手が入ったことにより、宮沢首相訪韓を念頭に置いた記載となったと言う。用語説明メモは、朝日新聞大阪本社社会部デスクの鈴木規雄の指示のもと、社内の過去の記事のスクラップ等からの情報をそのまま利用したと考えられる」と分析した。1991年に最初に大きく騒がれた慰安婦記事を書いた大阪の社会部に在籍していた植村隆も鈴木から1990年の夏に元慰安婦探しをしているなら韓国へ行くように勧められたと証言している[16]。

### 朝日新聞による訂正とおわび
記事と併せて掲載された「従軍慰安婦」用語説明メモ
- 第三者委の報告書はこのメモについて、「あたかも挺身隊として『強制連行』された朝鮮人慰安婦の人数が8万人から20万人であるかのように不正確な説明をしている点は、読者の誤解を招くものであった」と指摘し、「集積された先行記事や関連記事等から抜き出した情報をそのまま利用したものと考えられる」と述べ、「当時は必ずしも慰安婦と挺身隊の区別が明確になされていない状況であったと解されることを考慮しても、まとめ方として正確性を欠く」としている[9]。
- 朝日新聞は第三者委の報告を受け、「現在までの研究成果や知見を踏まえると、このメモには誤りや不正確な表現があります。90年代から疑問を指摘されていた点もありました。長期間にわたり読者の誤解を招く表現を放置し、対応を怠ったことをおわびし、訂正します」とした上で、今後、過去記事を閲覧できるデータベースから削除はせずに、「慰安婦と挺身隊の混同があり、『主として朝鮮人女性を挺身隊の名で強制連行した』という表現は誤りでした。これまでの知見では、慰安婦の数や朝鮮人女性の比率もはっきりわかっていません」といったおことわりをつけるとしている[9]。

## 「無断録音」MD流出問題
- 2003年、ある私立医科大学の補助金不正流用問題をめぐる関係者への取材時に「無断録音」したテープをこの関係者に批判的な別の取材先から求められ、MDに複製して渡してしまった。2004年6月上旬頃、関係者らを誹謗中傷する内容の怪文書が出回る事態が発生して朝日新聞が抗議を受けたことにより、「取材先との信頼関係」「取材源の秘匿」といった社の倫理規定に反したとして、8月5日に退社処分となった[17][18][19]。
- 上述の経緯などから朝日新聞社に対する複雑な思いを抱いていて、2007年に東京マラソンに参加した際には、コースから見える朝日の社旗に向かって拳を振り上げて見返してやろうと思っていたが、実際に走ってみたら「もう朝日なんかどうでいい」と、自分の中で吹っ切れたと語っている[3]。

## 著書
- 『ドキュメント マイナーの誇り―上田・慶応の高校野球革命』 （日刊スポーツ出版社、2006年） ISBN 978-4817202369
- 『海の見える病院 語れなかった「雄勝」の真実』 （医薬経済社、2013年） ISBN 978-4902968446
- （医薬経済編集部 共著） 『歪んだ権威 密着ルポ日本医師会~積怨と権力闘争の舞台裏』 （医薬経済社、2010年） ISBN 978-4902968217
- （医薬経済編集部 共著） 『ドキュメント・東日本大震災 「脇役」たちがつないだ震災医療』 （医薬経済社、2011年） ISBN 978-4902968385